# Краснолицый меланерпес
Краснолицый меланерпес (лат. Melanerpes lewis) — птица, один из наиболее крупных представителей семейства дятловых на североамериканском континенте. Назван в честь Мериуэдера Льюиса (1774—1809) — первопроходца и исследователя земель, приобретённых США в ходе Луизианской покупки.

## Описание
Величиной с чёрного дрозда: длина 26—29 см, размах крыльев 49—53 см, масса 85—138 г. Окраска достаточно необычная для дятлов, в первую очередь благодаря насыщенным тёмно-малиновым участкам оперения на щеках, уздечке и подбородке, а также серебристо-розовому брюху. Темя и затылок чёрные с зелёным металлическим отливом, подбородок и горло буровато-чёрные. Вокруг шеи и на груди развит воротник серебристых перьев. Спина, наружная часть крыльев и верхние рулевые такие же, как верх головы — чёрные с зелёным металлическим отливом, испод крыла и нижние рулевые буровато-чёрные. Схожих видов нет.

## Распространение
Область распространения краснолицего меланерпеса мозаичная, примерно соответствует ареалу сосны жёлтой. Она охватывает западную часть Северной Америки от Британской Колумбии к югу до северной Мексики, от побережья Тихого океана к востоку до Скалистых гор на территории штатов Монтана, Вайоминг, Южная Дакота, Колорадо и Нью-Мексико. Разреженные сосновые леса с наличием достаточного количества больных и погибших деревьев — основной биотоп этой птицы. Излюбленная порода дятла — сосна жёлтая, но он также селится в галерейных лесах с доминированием тополя, дубовых рощах и на гарях. Изредка встречается на культивируемых ландшафтах. В горы поднимается до 2000 м, в Аризоне до 2800 м над уровнем моря.
Характер сезонных перемещений, по всей видимости, зависит от доступности корма. Если его достаточно, то дятлы предпочитают зимовать в пределах гнездового участка. Известно, что в холодное время года как минимум часть птиц, обитающих в сосновых лесах, сбиваются в стайки и откочёвывают к югу или концентрируются в близлежащих дубовых лесах с богатым запасом желудей, либо на фермах, где выращивают орехи, фрукты или кукурузу. Типичная дальняя миграция больше характерна для популяций северной части ареала, при этом она подвержена численным колебаниям из года в год. Меняются так же сроки и маршруты миграции, а также районы зимовок, что затрудняет их учёт.

## Питание
В рационе хорошо обозначенное разделение на животные корма весной и летом, и растительные осенью и зимой. В сезон размножения ловит муравьёв, пчёл, ос, разнообразных жуков (жужелиц, божьих коровок, пластинчатоусых), кузнечиков. Поздним летом рацион смещается в пользу растительной пищи: орехов (желудей, миндаля), культивируемых фруктов и ягод (яблок, черешни, персиков, боярышника, смородины, кизила), ирги, сумаха, бузины. Из культивируемых зерновых культур употребляет в пищу только кукурузу.
Краснолицый меланерпес менее других дятлов склонен отщипывать кусочки коры, данные об употреблении в пищу организмов-ксилофагов отсутствуют. Вместо этого он хорошо освоил «мухоловковый» способ ловли летающих насекомых: птица караулит, сидя на ветке, при подлёте добычи взлетает и хватает её, после чего возвращается на исходное место. Около 12 % летающих насекомых добывается во время машущего продолжительного полёта, как у ласточек и стрижей. По наблюдениям орнитологов, продолжительность такого полёта может варьировать от нескольких минут до получаса. Других насекомых добывает на земле или склёвывает с веток и листьев кустов. Жёлуди и орехи добывает на дереве (не опавшие) и предварительно очищает от скорлупы — помещает их на ровную поверхность и долбит клювом. Такое место («наковальня») может быть постоянным и использоваться многократно. Делает зимние запасы из растительных кормов. Добычу, как правило, находит с помощью зрения, реже пробует на ощупь.

## Размножение
Размножается с апреля по сентябрь, в большинстве случаев с мая по июль, когда количество насекомых достигает максимума. На северной периферии ареала и на возвышенностях начало гнездования наступает на несколько недель позже, чем на южной периферии и в долинах. Моногам, пары сохраняются в течение жизни. Гнездо устраивает в дупле хвойного или лиственного дерева, на высоте 1,5—5,2 м от поверхности земли. Известны случаи устройства дупла в электрическом столбе. Дупло либо выдалбливает самостоятельно в гнилой ветви дерева, либо использует сооружённое ранее другими птицами: хохлатой желной, волосатым, трёхпалым или золотым шилоклювым дятлом. Краснолицый меланерпес реже других дятлов долбит свежее дупло, предпочитая использование старого, в том числе своего же с предыдущего сезона. Его глубина 22,8—76,2 см, диаметр летка 5—7,5 см. Охраняемая территория ограничена пределами прямой видимости. 
В году одна кладка, состоит из 5—11 (чаще 6—7) яиц. Насиживают обе птицы пары около двух недель, причём в ночное время в гнезде находится только самец. Только появившиеся на свет птенцы голые и беспомощные, спустя несколько часов издают шипящие звуки. В недельном возрасте на коже птенцов начинают просматриваться птерилии, в начале второй недели появляются первые признаки контурных перьев. Оба родителя поочередно приносят корм в гнездо, выносят фекалии и обогревают потомство. Трёхнедельные птенцы высовываются из гнезда и принимают корм с летка, в возрасте 28—34 дней покидают его и начинают летать, хоть и возвращаются в него время от времени. Ещё около 10 дней птенцы держатся возле родителей, после чего выводки распадаются.

## Галерея

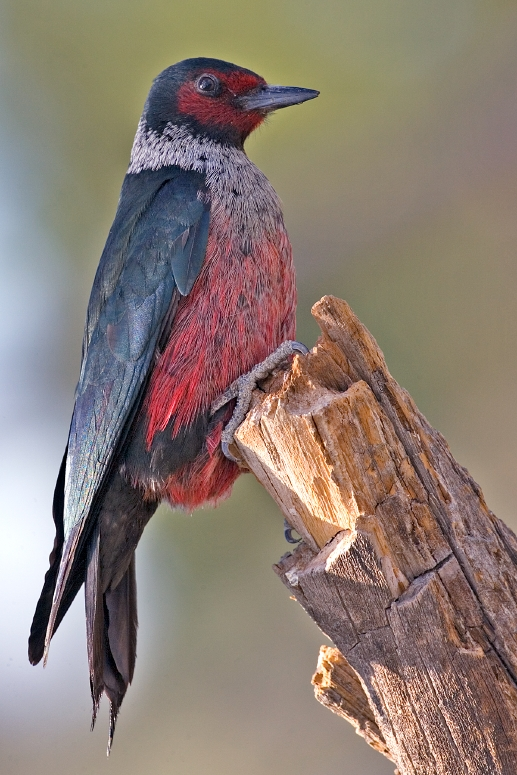
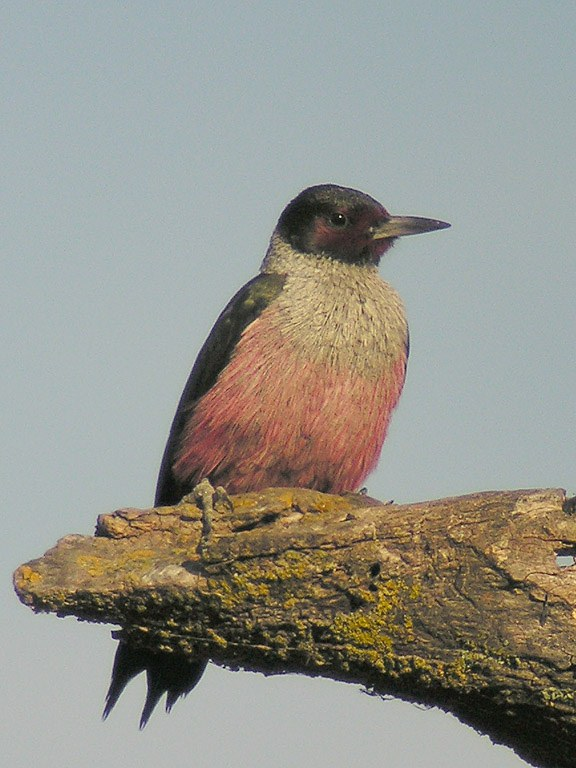
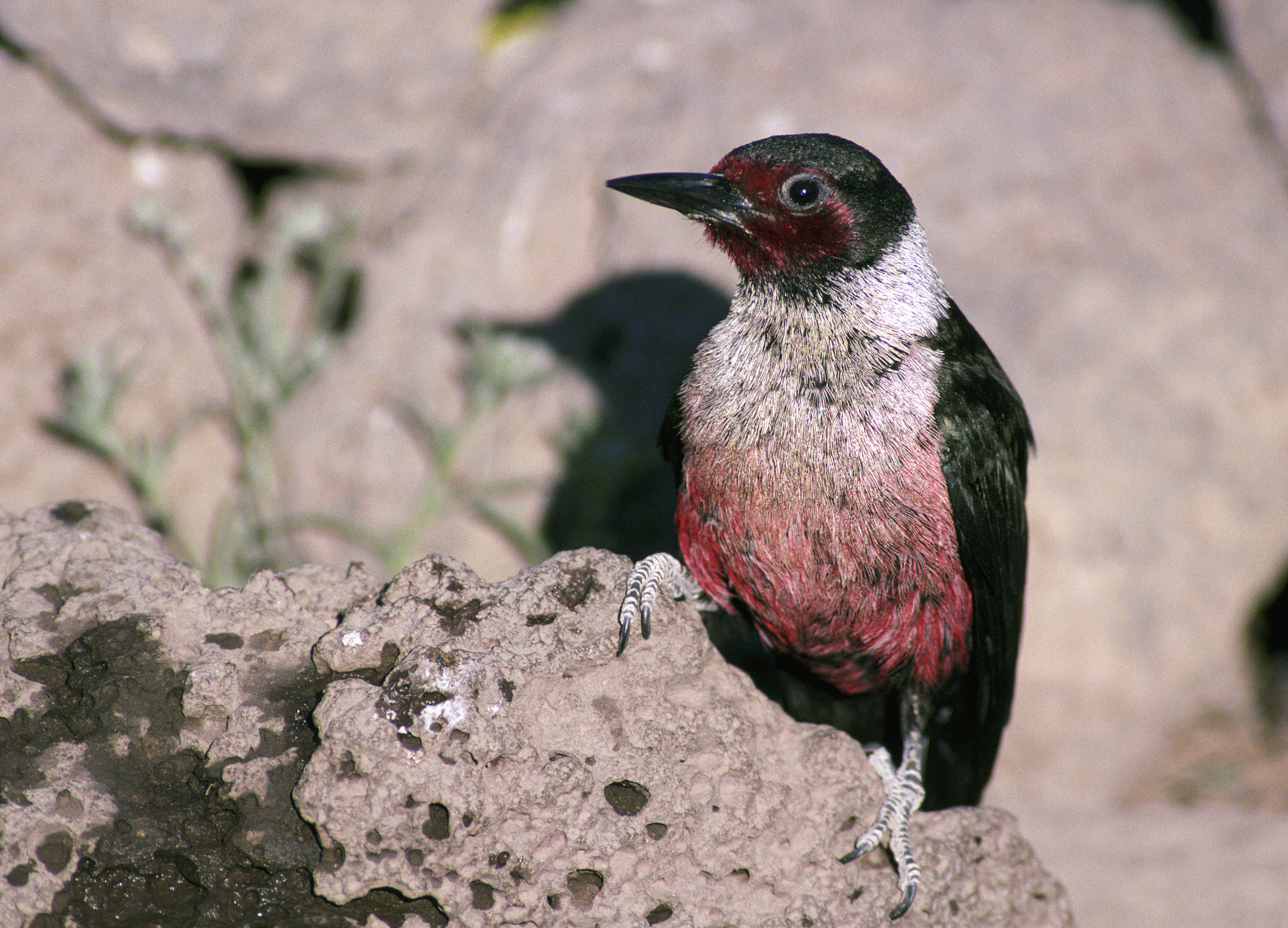
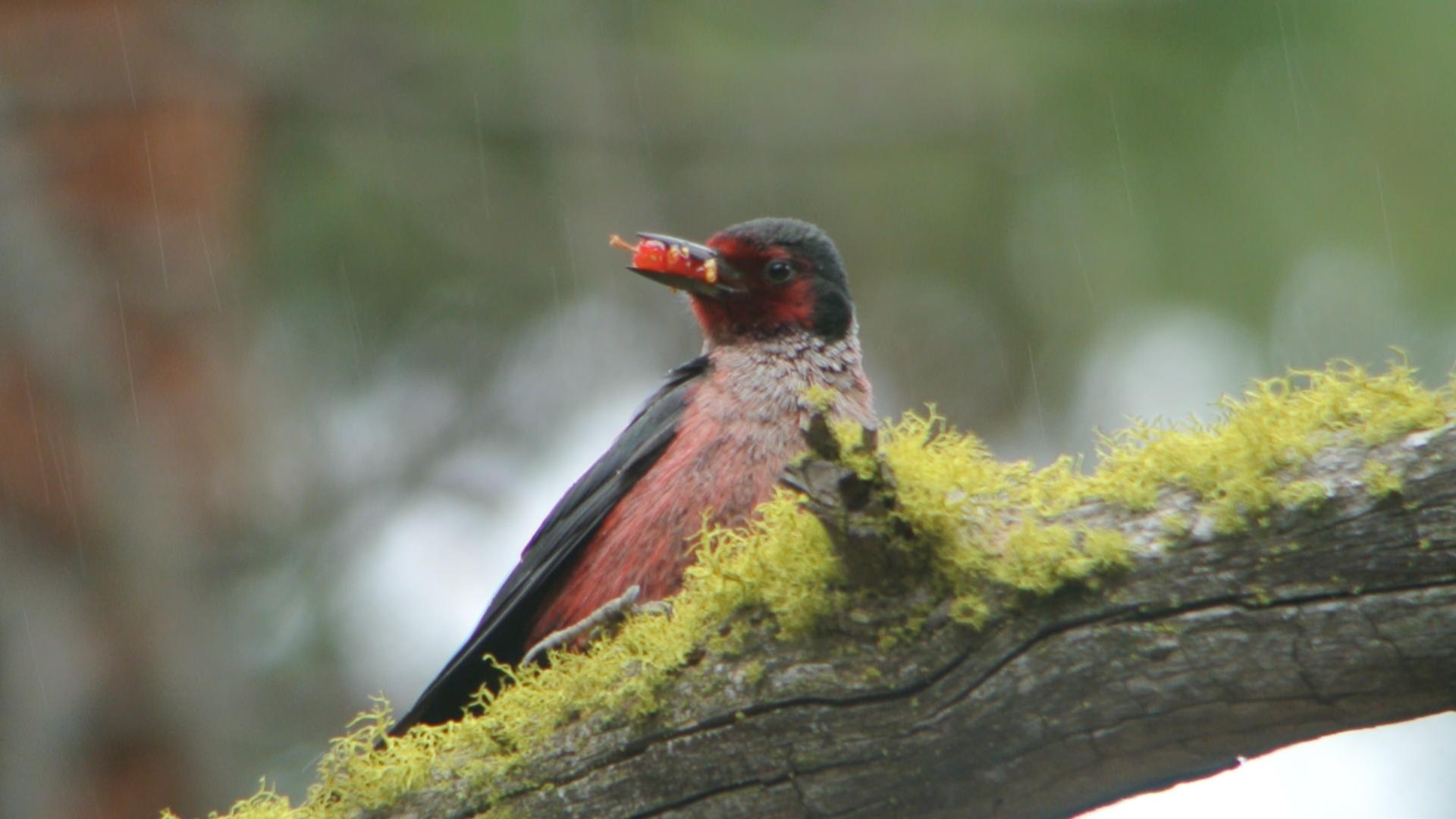
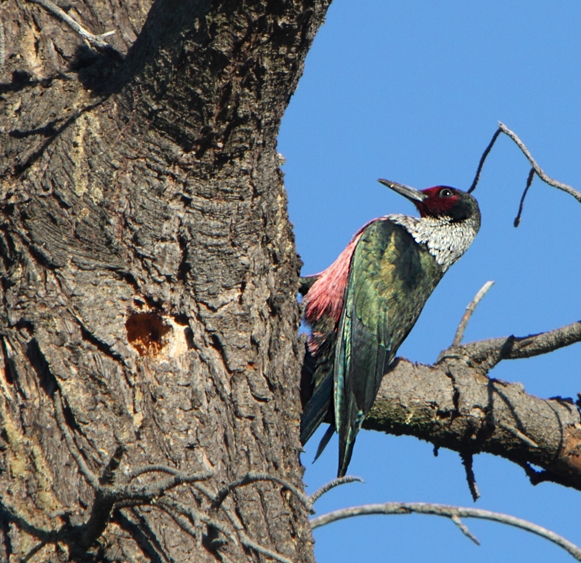